# Îlot Breton
Die Îlot Breton (französisch für Bretoneninsel), auch bekannt als Breton Island, ist eine felsige Insel vor der Küste des ostantarktischen Adélielands. Sie liegt 350 m südwestlich der Île de l’Empereur nördlich des Kap Margerie in der Einfahrt zum Port Martin.
Teilnehmer einer von 1949 bis 1951 dauernden französischen Antarktisexpedition nahmen einer Kartierung vor und benannten die Insel. Namensgebend war der Umstand, dass die Besatzung des Forschungsschiffs Commandant Charcot vorwiegend Bretonen waren.